# Велика медаль Французької академії наук
Вели́ка меда́ль Францу́зької акаде́мії нау́к (фр. La Grande médaille de l'Académie des sciences) — нагорода за значний внесок у розвиток науки, яку вручає Французька академія наук. Має статус найвищої нагороди академії. У 1997—2014 роках її вручали щорічно, з 2014 року — що два роки. Створена внаслідок об'єднання фонду премії Лаланда (1802) Французької академії наук з фондом Премії Бенжамена Вальза у 1970 році, а потім у 1997 році ще з 142 фундаціями наукових нагород.

## Лауреати
- 2022 — Теренс Тао (Австралія)[3]
- 2021 — Каталін Каріко (Угорщина)[4]
- 2018 — Джоселін Белл Бернелл (Велика Британія)[5]
- 2016 —  Варшавський Олександр Якович[en] (США)
- 2014 — Джоел Лебовіц (США)[6]
- 2013 —  Джоан Стейц[en] (США)[7]
- 2012 — Аді Шамір (Ізраїль)
- 2011 —  Авеліно Корма[en] (Іспанія)[8]
- 2010 —  Майкл Атія (Велика Британія)
- 2009 —  Роберт Вайнберг[en] (США)
- 2008 —  Сьюзен Соломон (США)
- 2007 —  Томас Хекфелт[en] (Швеція)
- 2006 —  Пітер Голдрайх (США)
- 2005 —  Рональд Марк Еванс (США)
- 2004 —  Девід Гросс (США)
- 2003 — Девід Домінго Сабатіні[en] (США)
- 2002 —  Річард Ґарвін[en] (США)
- 2001 —  Альберт Ешенмозер[en] (Швейцарія)
- 2000 —  Роберт Ленглендс (США)
- 1999 — Рене Томас[en] (Бельгія)
- 1998 —  Лео Каданофф[en] (США)
- 1997 —  Юзеф Шелл[en] (Франція)